# Geschützter Landschaftsbestandteil Feldgehölz (Wache)
Der Geschützte Landschaftsbestandteil Feldgehölz (Wache) mit 0,43 ha Flächengröße liegt im Stadtgebiet von Hallenberg im Hochsauerlandkreis. Das Gebiet wurde 2004 bei der Aufstellung des Landschaftsplans Hallenberg durch den Kreistag des Hochsauerlandkreises als Geschützter Landschaftsbestandteil (LB) ausgewiesen. Der LB liegt südlich des Berges Wache.

## Gebietsbeschreibung
Der Landschaftsplan führt zum LB aus: „Der lockere, von Hecken gesäumte Stieleichenbestand - zwei Exemplare haben einen Stammdurchmesser von ca. 70 cm - umschließt eine Wiese und mehrere Scheunen. Der Bestand hat für die Gliederung und Belebung des Landschaftsbildes eine lokale Bedeutung und dient als Vernetzungs- und Refugialbiotop in der offenen Kulturlandschaft.“

## Verbote und Gebote
Wie bei allen geschützten Landschaftsbestandteilen besteht nach § 29 Abs. 2 BNatschG das Verbot, dieses zu beschädigen, auszureißen, auszugraben oder Teile davon abzutrennen oder auf andere Weise in seinem Wachstum oder Erscheinungsbild zu beeinträchtigen. Eine ordnungsgemäße Pflege ist vom Verbot ausgenommen. Es ist auch verboten Stoffe oder Gegenstände im Bereich des Geschützten Landschaftsbestandteils anzubringen, zu lagern, abzulagern, einzuleiten oder sich ihrer in anderer Weise zu entledigen, die das Erscheinungsbild oder den Bestand des Geschützten Landschaftsbestandteils gefährden oder beeinträchtigen können. Dies gilt auch für organische oder mineralische Düngemittel und Futtermittel. Sofern Gehölze zerstört bzw. beschädigt werden, kann die Untere Naturschutzbehörde eine Ersatzpflanzung oder ein Ersatzgeld festsetzten.